# Клоун двосмуговий
Клоун двосмуговий (Amphiprion bicinctus) — риба родини Помацентрових.

## Загальні відомості

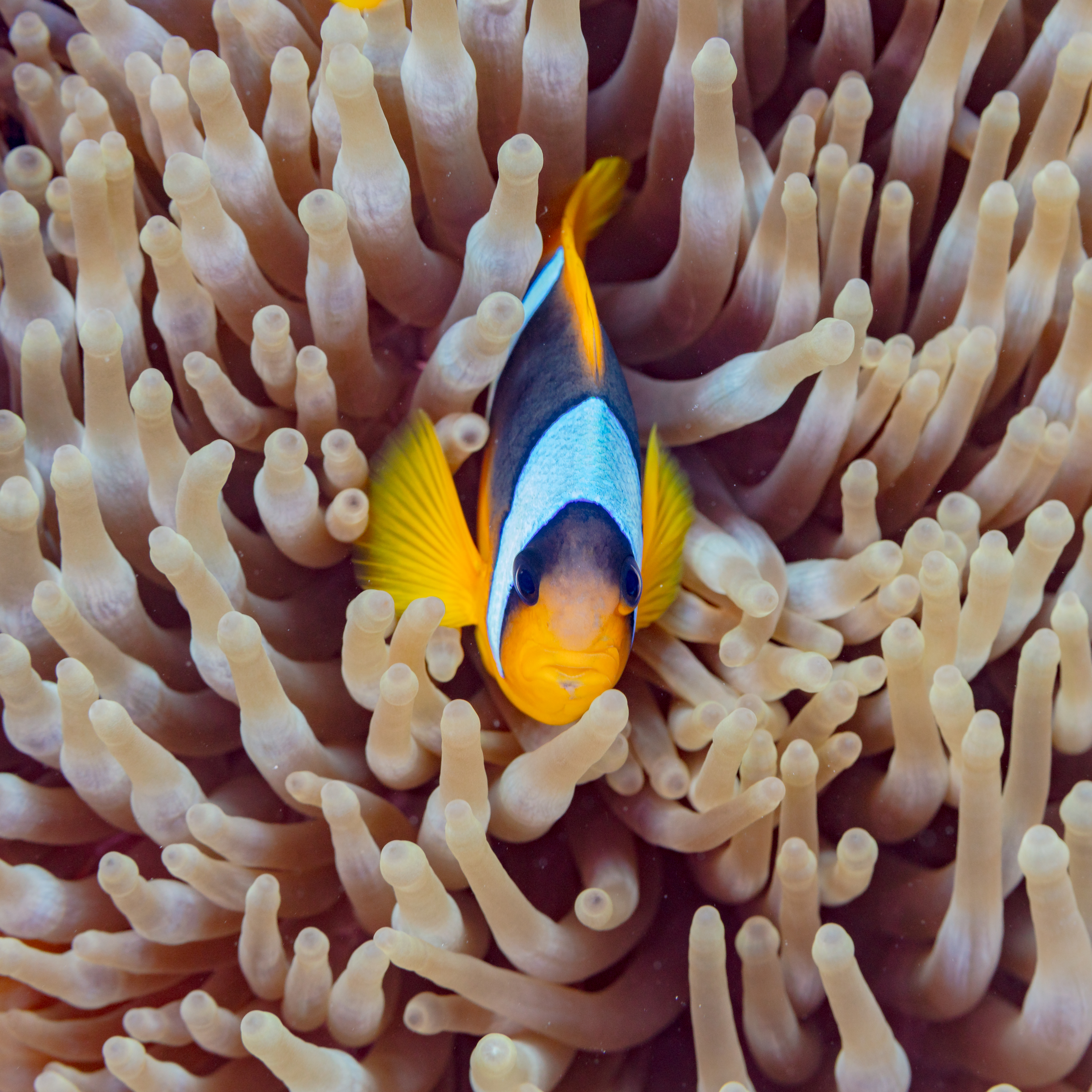
Клоун двосмуговий, квітень 2023

Територіальний і агресивний вид, що живе парами серед жалких щупалець актиній, які надають йому захист від хижаків. Живиться водоростями, безхребетними і залишками їжі актинії. Забарвлення яскраве, основний колір жовто-помаранчевий з двома білими смугами. Довжина сягає 14 см. В угрупованні коралового рифу існують в симбіозі з актиніями (морськими анемонами) видів Entacmaea quadricolor, Heteractis aurora, H. crispa, H. magnifica і Stichodactyla gigantea.

## Ареал
Зустрічається на рифах Червоного моря і архіпелагу Чагос на глибині до 30 м.

## Акваріум
Є об'єктом акваріумістики.

## Соціальна поведінка
Протандрічний гермафродит. Перевизначення статі самця відбувається після загибелі самиці.